# غوادالوبي (أريزونا)
وادي اللُّب أو (نقحرة: غوادالوبي) (بالإنجليزية: Guadalupe, Arizona)‏ هي بلدة تقع في مقاطعة ماريكوبا، أريزونا بولاية أريزونا في الولايات المتحدة. تبلغ مساحتها 2 (كم²)، وترتفع عن سطح البحر 376 م، بلغ عدد سكانها 5732 نسمة في عام 2007 حسب إحصاء مكتب تعداد الولايات المتحدة وتصل الكثافة السكانية فيها 2614 نسمة/كم2.

## التركيبة السكانية
حدّد مكتب تعداد الولايات المتحدة بيانات التركيبة السكانية لغوادالوبي في تعداد الولايات المتحدة. في ما يلي، التركيبة السكانية حسب تعدادي 2000 و2010.

### تعداد عام 2000
بلغ عدد سكان غوادالوبي 5,228 نسمة بحسب تعداد عام 2000، وبلغ عدد الأسر 1,110 أسرة وعدد العائلات 961 عائلة مقيمة في البلدة. في حين سجلت الكثافة السكانية 2,513.5 نسمة لكل كيلومتر مربع (6,509.9/ميل2). وبلغ عدد الوحدات السكنية 1,184 وحدة بمتوسط كثافة قدره 569.2 لكل كيلومتر مربع (1,474.2/ميل2).
وتوزع التركيب العرقي للبلدة بنسبة 17.46% من البيض و1.07% من الأمريكيين الأفارقة و44.19% من الأمريكيين الأصليين و0.13% من الأمريكيين ذوي الأصول الآسيوية و0.21% من سكان جزر المحيط الهادئ و31.22% من الأعراق الأخرى و5.72% من عرقين مختلطين أو أكثر و72.34% من الهسبانيون أو اللاتينيون من أي عرق.
بلغ عدد الأسر 1,110 أسرة كانت نسبة 64.5% منها لديها أطفال تحت سن الثامنة عشر تعيش معهم، وبلغت نسبة الأزواج القاطنين مع بعضهم البعض 49% من أصل المجموع الكلي للأسر، ونسبة 27.3% من الأسر كان لديها معيلات من الإناث دون وجود شريك،  بينما كانت نسبة 10.3% من الأسر لديها معيلون من الذكور دون وجود شريكة وكانت نسبة 13.4% من غير العائلات. تألفت نسبة 9.5% من أصل جميع الأسر من عدة أفراد يعيشون في نفس المنزل ونسبة 3.8% كانت تتألف من شخص يعيش بمفرده يبلغ من العمر 65 عاماً أو أكثر. وبلغ متوسط حجم الأسرة المعيشية 4.70، أما متوسط حجم العائلات فبلغ 4.88.
بلغ العمر الوسطي للسكان 25.2 عاماً. وكانت نسبة 37.2% من القاطنين تحت سن الثامنة عشر، وكانت نسبة 12.5% بين الثامنة عشر والرابعة والعشرين عاماً، ونسبة 27.4% كانت واقعةً في الفئة العمرية ما بين الخامسة والعشرين والرابعة والأربعين عاماً، ونسبة 16% كانت ما بين الخامسة والأربعين والرابعة والستين، ونسبة 6.7% كانت ضمن فئة الخامسة والستين عاماً فما فوق. يوجد لكل 100 أنثى 105.3 ذكر، ويوجد لكل 100 أنثى في الثامنة عشر من عمرها فما فوق 106.9 ذكر.
بلغ متوسط دخل الأسرة في البلدة 30,089 دولارًا، أما متوسط دخل العائلة فبلغ 30,931 دولارًا. وكان متوسط دخل الذكور 21,234 دولارًا مقابل 19,282 دولارًا للإناث. وسجل دخل الفرد الخاص بالبلدة 8,149 دولارًا. وكانت نسبة 24.3% من العائلات ونسبة 26.7% من السكان تحت خط الفقر، وكان من هؤلاء نسبة 31.1% تحت سن الثامنة عشر ونسبة 42.4% في الخامسة والستين من العمر وما فوق.

### تعداد عام 2010
بلغ عدد سكان غوادالوبي 5,523 نسمة بحسب تعداد عام 2010، وبلغ عدد الأسر 1,292 أسرة وعدد العائلات 1,092 عائلة مقيمة في البلدة. في حين سجلت الكثافة السكانية 2,655.3 نسمة لكل كيلومتر مربع (6,877.2/ميل2). وبلغ عدد الوحدات السكنية 1,376 وحدة بمتوسط كثافة قدره 661.5 لكل كيلومتر مربع (1,713.3/ميل2).
وتوزع التركيب العرقي للبلدة بنسبة 19.79% من البيض و1.52% من الأمريكيين الأفارقة و51.08% من الأمريكيين الأصليين و0.05% من سكان جزر المحيط الهادئ و22.38% من الأعراق الأخرى و5.18% من عرقين مختلطين أو أكثر و62.23% من الهسبانيون أو اللاتينيون من أي عرق.
بلغ عدد الأسر 1,292 أسرة كانت نسبة 58.7% منها لديها أطفال تحت سن الثامنة عشر تعيش معهم، وبلغت نسبة الأزواج القاطنين مع بعضهم البعض 40.9% من أصل المجموع الكلي للأسر، ونسبة 31.3% من الأسر كان لديها معيلات من الإناث دون وجود شريك،  بينما كانت نسبة 12.3% من الأسر لديها معيلون من الذكور دون وجود شريكة وكانت نسبة 15.5% من غير العائلات. تألفت نسبة 11.1% من أصل جميع الأسر من عدة أفراد يعيشون في نفس المنزل ونسبة 4% كانت تتألف من شخص يعيش بمفرده يبلغ من العمر 65 عاماً أو أكثر. وبلغ متوسط حجم الأسرة المعيشية 4.26، أما متوسط حجم العائلات فبلغ 4.53.
بلغ العمر الوسطي للسكان 27.2 عاماً. وكانت نسبة 35.9% من القاطنين تحت سن الثامنة عشر، وكانت نسبة 10.8% بين الثامنة عشر والرابعة والعشرين عاماً، ونسبة 25.5% كانت واقعةً في الفئة العمرية ما بين الخامسة والعشرين والرابعة والأربعين عاماً، ونسبة 19.6% كانت ما بين الخامسة والأربعين والرابعة والستين، ونسبة 8.1% كانت ضمن فئة الخامسة والستين عاماً فما فوق. وتوزع التركيب الجنسي للسكان بنسبة 49.6% ذكور و50.4% إناث.

## وصلات خارجية
- http://www.guadalupeaz.org/
- The US50 - Cities and Towns in Arizona State
- Arizona Cities and Towns, Facts, Map, Flag, Colleges, Government, and More